# Keljo
Keljo est le quartier numéro 10 de Jyväskylä en Finlande,,.

## Lieux et monuments

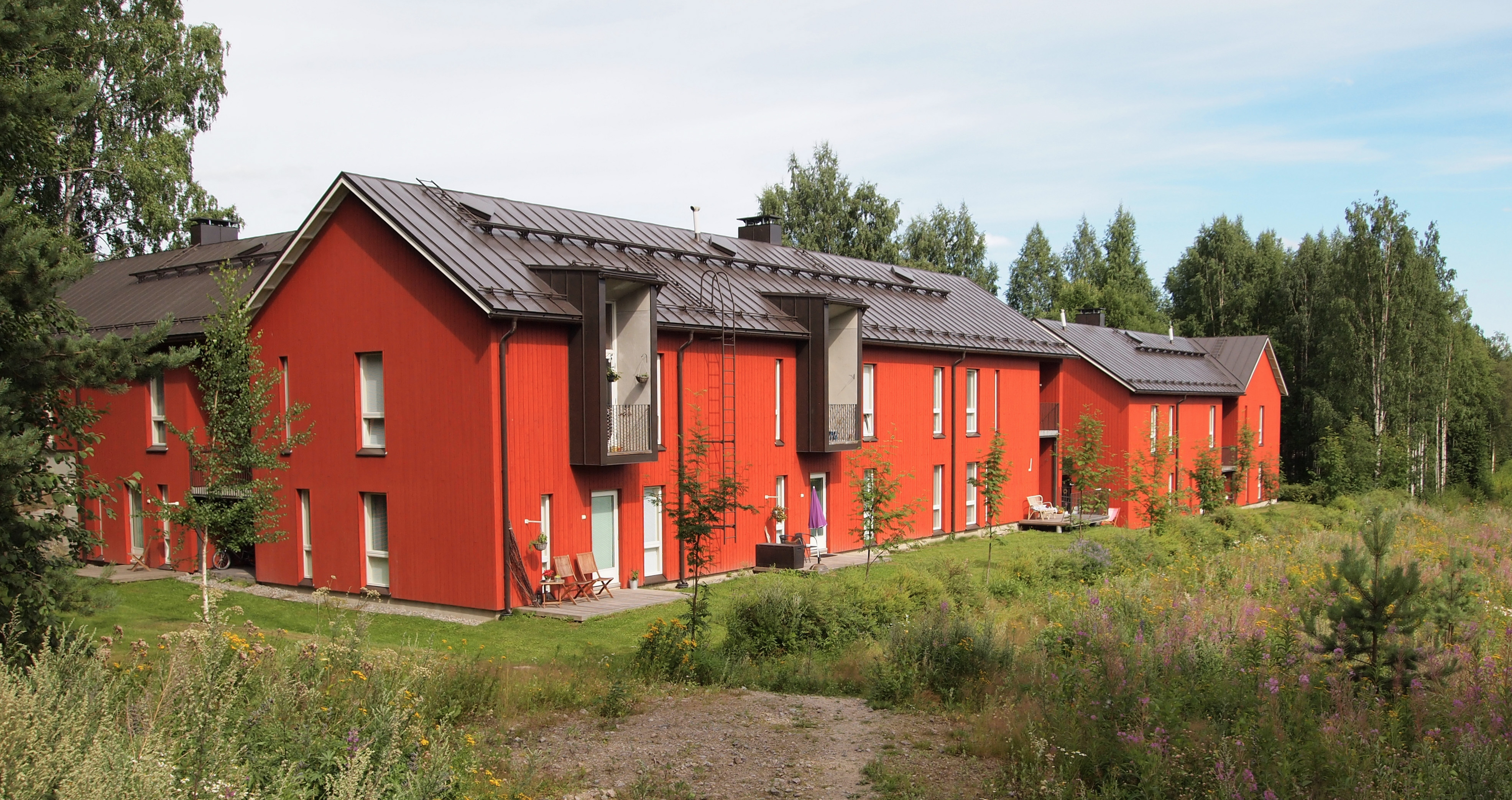
Zone de Valkola.
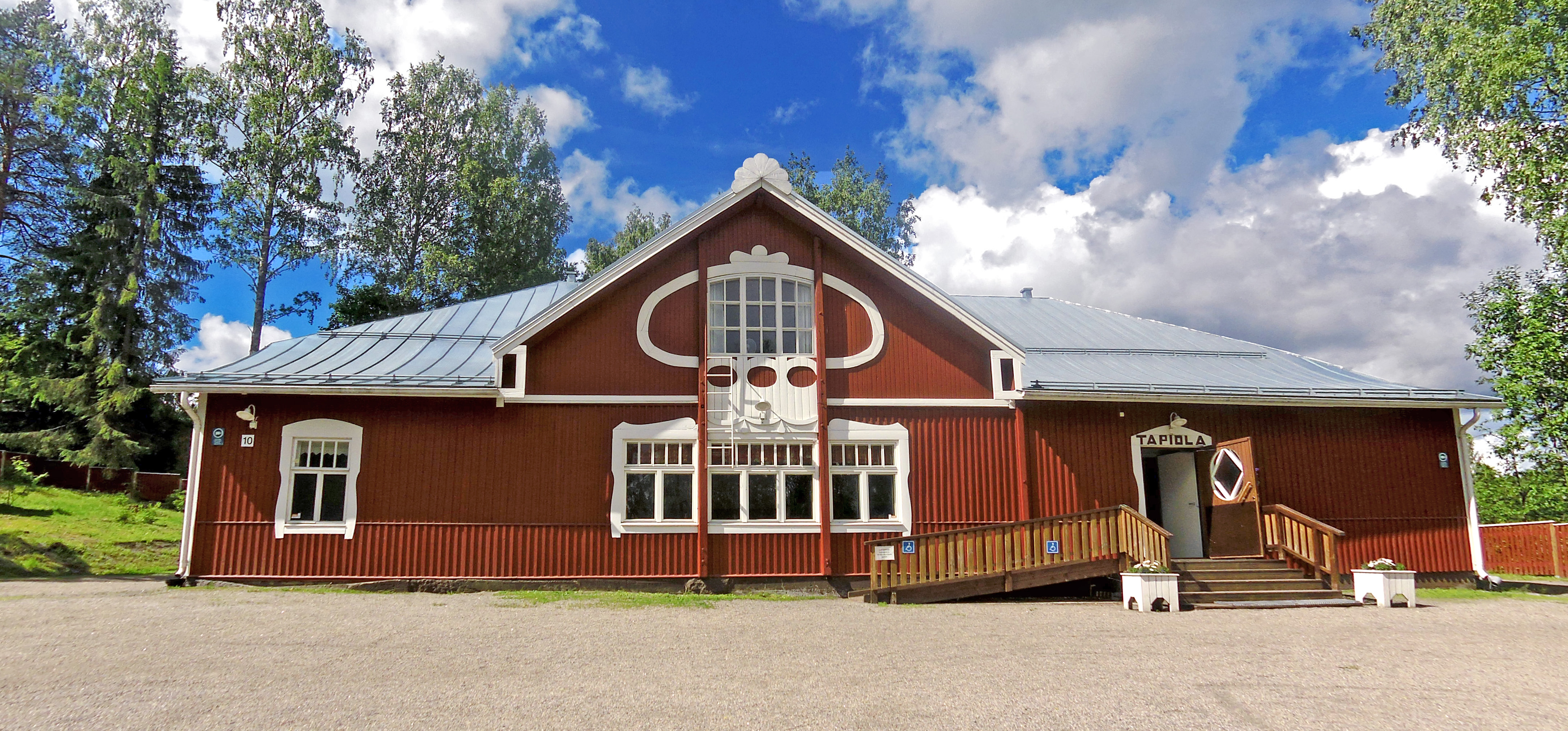
Maison des jeunes Tapiola.
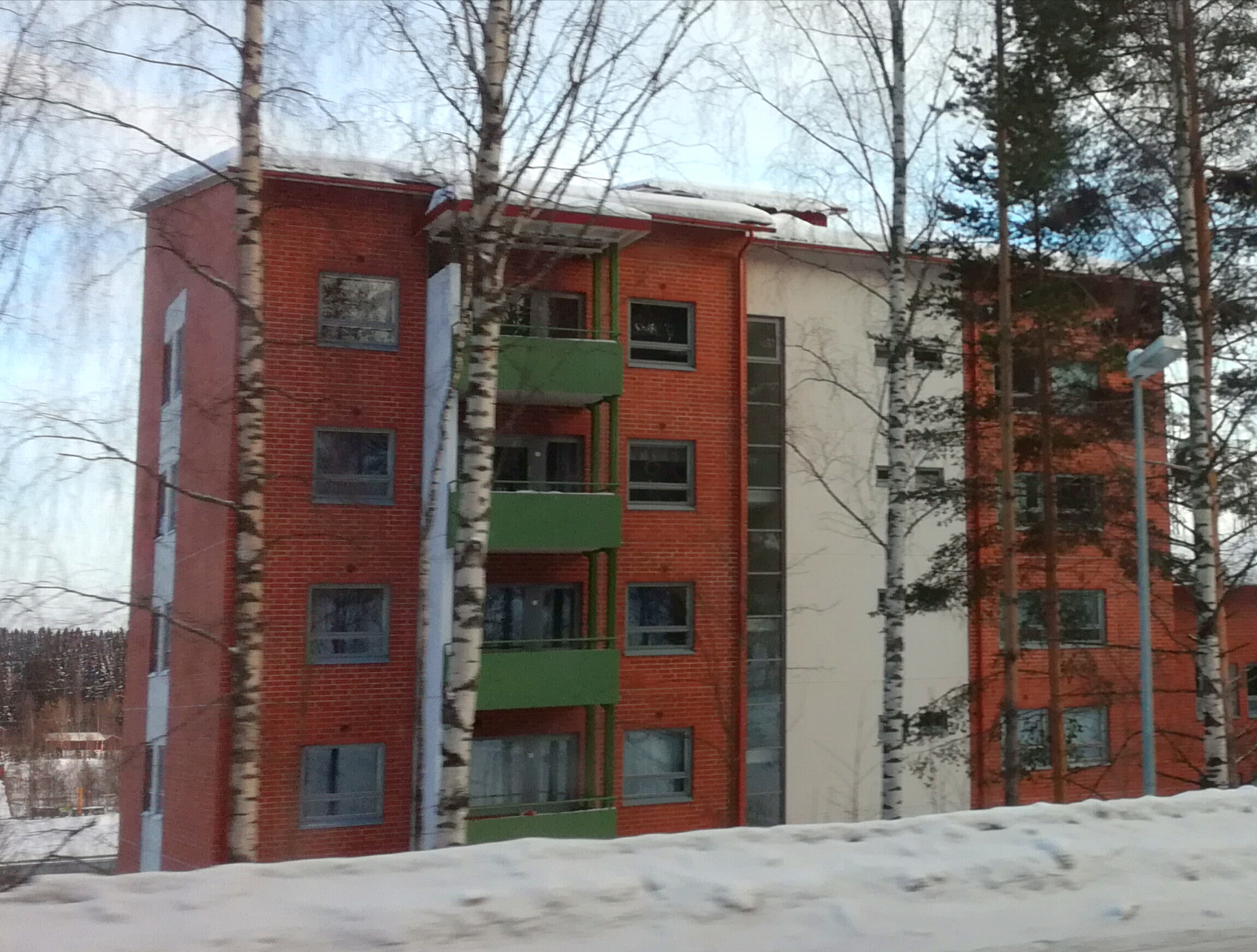
Immeuble.

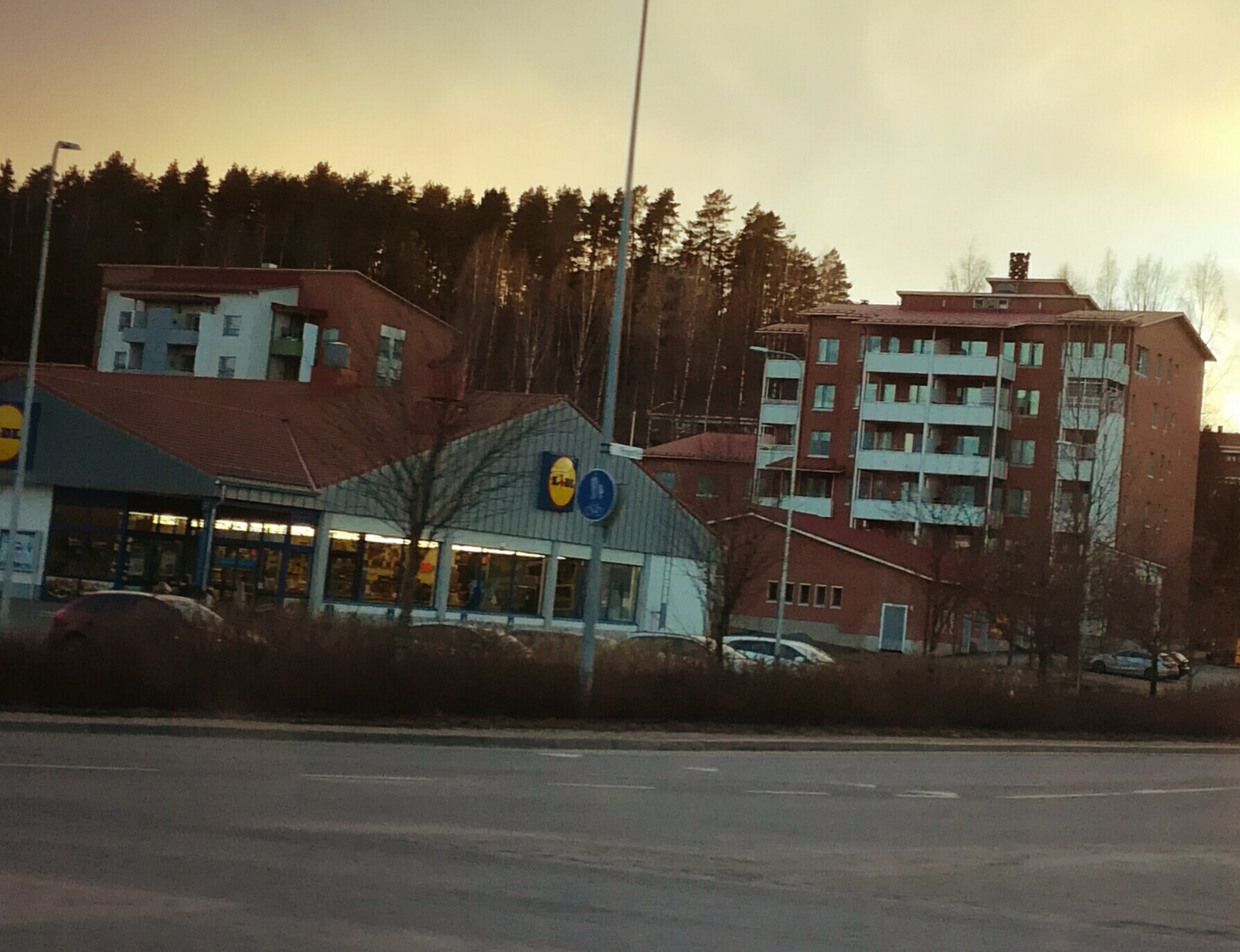
Centre de Keljo.
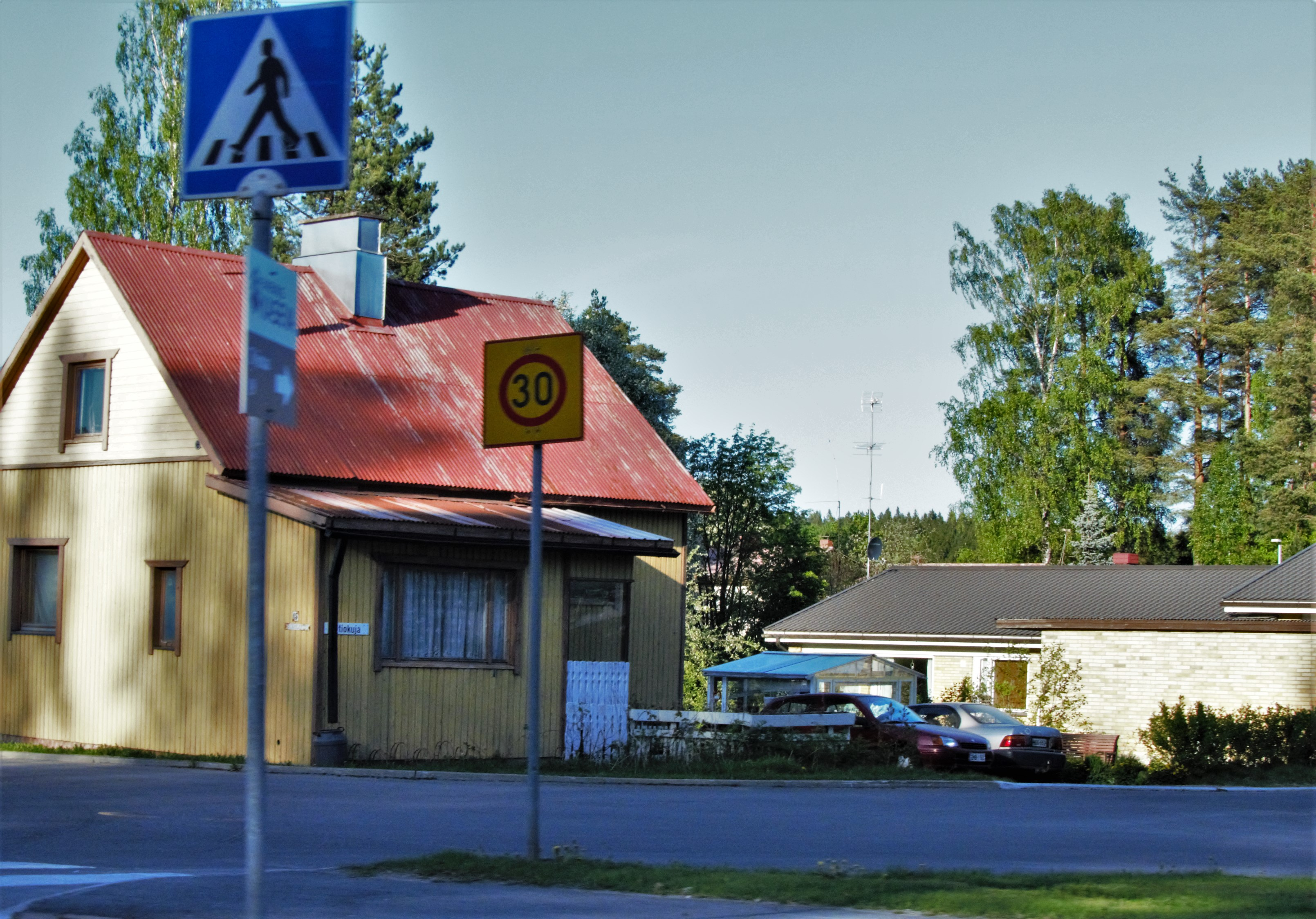
Zone de Valkola.